# دولة مسرحية
في الأنثروبولوجيا السياسية يُقصد بالدولة المسرحية الدولة السياسية التي تركز على الأداء المسرحي والطقوس وليس على الغايات المتعارف عليها الأخرى مثل الرفاهية. وتُمارس السلطة في الدولة المسرحية من خلال العروض. وقد اشتق هذا المصطلح كليفورد غيرتز (Clifford Geertz) في 1980 للإشارة إلى الأساليب السياسية التي كانت متبعة في القرن التاسع عشر في نيجارا ببالي ولكن نطاق استخدامها اتسع بعد ذلك التاريخ. فهونيك كون (Hunik Kwon) وبيونغ-هو تشنغ (Byung-Ho Chung) مثلاً يريان أن كوريا الشمالية المعاصرة نموذج للدولة المسرحية. ويتحدى مفهوم الدولة المسرحية، حسب استخدام غيرتز له، فكرة أن المجتمعات السابقة على مرحلة الاستعمار يمكن تحليلها وفقًا للمفاهيم التقليدية للحكم الفردي في الشرق.